# Carrie 2: La ira
Carrie 2: La ira (título original: The Rage: Carrie 2) es la secuela oficial de la película Carrie de 1976. Es la segunda entrega de Carrie (saga). Fue dirigida por Katt Shea y protagonizada por Emily Bergl, Amy Irving y Jason London.
La película se inspiró en un hecho real que ocurrió en California, donde un grupo de adolescentes compitieron con el propósito de averiguar a cuántas chicas podían seducir para luego dejarlas de lado. Además hay que destacar la presencia en el reparto de Amy Irving, que interpreta otra vez el papel de Sue, la única superviviente de la película original.

## Argumento
Rachel es una joven normal en la preparatoria "New Bates High School" que trata de vivir tranquilamente con sus padres adoptivos y pasar el tiempo con su amiga Lisa. Nadie sabe que es la hermana de la ya conocida Carrie. 
Las cosas se complican cuando Lisa se suicida a causa de un juego sexual del equipo de futbol americano del colegio y que es encubierto por el fiscal del distrito, ya que sus padres son gente muy influyente del lugar que necesita para futuras elecciones. Sospechando que Rachel es hermana de Carrie, la directora Sue Snell (antigua compañera de Carrie) visita a la madre de Rachel, y esta le confirma que el padre de Rachel es Ralph White. Ahora los culpables del suicidio de Lisa planean humillar a Rachel en venganza por haber colaborado con las autoridades en el esclarecimiento del suicidio durante una fiesta del equipo de fútbol, lo cual genera en Rachel una ira incontrolable que al igual que su hermana Carrie, explota costando la vida de casi todos los presentes en la fiesta.

## Trama extendida

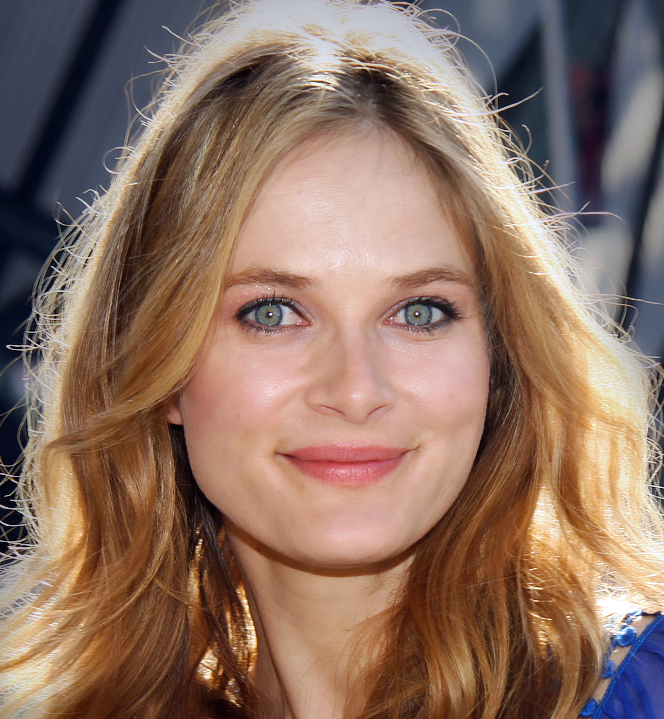
Rachel Blanchard interpreta a Monica.

La historia comienza con Lisa (Mena Suvari), una víctima de este juego que responde saltando desde la escuela a su muerte. Lisa resulta ser la única amiga de Rachel Lang (Emily Bergl), una chica de bajo perfil pero inteligente. La vida de Rachel transcurre con el descuido de sus padres adoptivos, pues su padre biológico era Ralph White y éste había desaparecido, y su madre fue internada. Rachel tiene planes para ir tras el victimario de Lisa, Eric Stark (Zachary Ty Bryan), pero es atraída por el jugador de fútbol inteligente, Jesse Ryan (Jason London). Si bien esto obliga a los guardianes del orden social a aceptarla parcialmente, en secreto planean su caída. Sin embargo, algo desconocido para ellos es que Rachel comparte algo más que el padre con Carrie White, su hermanastra, - telequinesis. Parece que han estado presentes en su pasado, como cuando era pequeña, golpeando las ventanas abiertas y cerradas una y otra vez cuando a su mamá se la llevaron. Sin embargo, la capacidad aterradora de repente se ha disparado de nuevo por el suicidio de Lisa, que se traduce en Rachel al abrir todos los armarios de la escuela en un instante. 

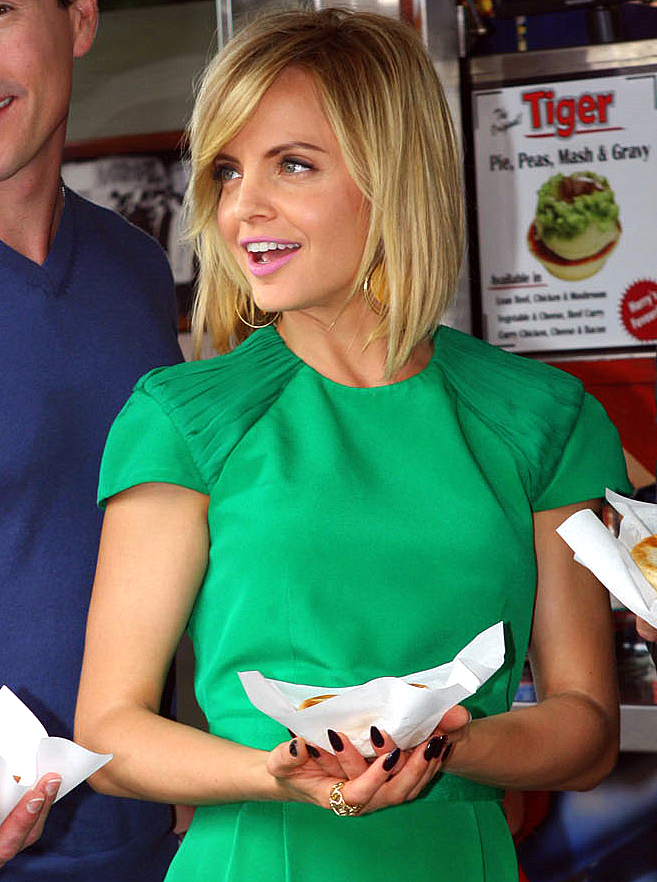
Mena Suvari interpreta a Lisa.

La única persona que reconoce lo que está sucediendo es la consejera Sue Snell, la única sobreviviente de la masacre perpetrada por Carrie White en el baile de graduación. Sue quiere obtener la ayuda que necesita Rachel, pero ya es demasiado tarde, ya que el escenario está listo para otro enfrentamiento, pero esta vez es en la fiesta después del partido de fútbol, que tendrá lugar en la mansión de uno de los amigos de Eric Stark, Mark Bing (Dylan Bruno). 
Al llegar a la fiesta, Rachel intenta pasar un buen rato, mientras que Jesse es entretenido por su exnovia, Tracy (Charlotte Ayanna), quien se encarga de retrasar su llegada a la fiesta. Rachel, después de bailar con alegría con Mark y Chuck, es luego humillada por los jugadores de fútbol (Eric Stark, Mark Bing, Brad Winters, etc) y sus novias (Mónica, etc), al mostrar la reproducción de una grabación en vídeo de Rachel y Jesse donde tienen relaciones sexuales. A continuación, revela su punto de presión y como ellos continúan burlándose de ella, aumenta su presión violenta. La voz de la madre de Carrie, Margaret White y el eco de los cantos "¡Todos se van a reír de ti!" logran que Rachel caiga al suelo, humillada. Todo el mundo está asustado viendo como en Rachel se marca un tatuaje de un corazón rodeado de espinas, que era el mismo que compartía con su mejor amiga Lisa. Empieza a propagarse la vid espinosa sobre su cuerpo, trazándose a lo largo de sus venas. Los vidrios de las puertas, comienzan a volar para cortar y empalar a la gente, decapitan a uno de los deportistas y otra sufre un corte del cuello. Chorros de sangre manchan a Deborah y la sangre de los asistentes mancha las paredes y muebles. Rachel sella todo por fuera de la casa con su mente, y se mantiene de pie, rígida, como todos los demás mientras todo se vuelve pánico. Rachel, en su estado de furia, rápidamente mata a numerosos asistentes, entre ellos a una niña, y otro deportista de fútbol que intenta escapar hacia la puerta, solo para tener un atizador con el cual quería dispararle. Sue, luego de haber logrado colarse por la madre de Rachel y sacarla de una institución mental, se apresura para ayudar a Rachel en la fiesta, pero llega a la puerta para ser atravesada en la cabeza. Luego, Rachel hace que un montón de CD apilados sobre un televisor salgan disparados hacia los asistentes a la fiesta y los maten utilizando los CD a modo de cuchillas, clavándoselos en todo el cuerpo.
Ya todo el mundo comienza a darse cuenta de que es Rachel la que está provocando el caos con sus poderes. Debido a todas las botellas de licor en el bar de la mansión, que están a punto de estallar, derrama el alcohol en todas partes. A continuación, envía los registros de llamas de la chimenea por la habitación, impactando en los estantes de alcohol derramado, encendiendo la sala en llamas y a muchos otros invitados al fuego. Mientras ellos se pelean por escapar, se propaga el fuego posterior. 

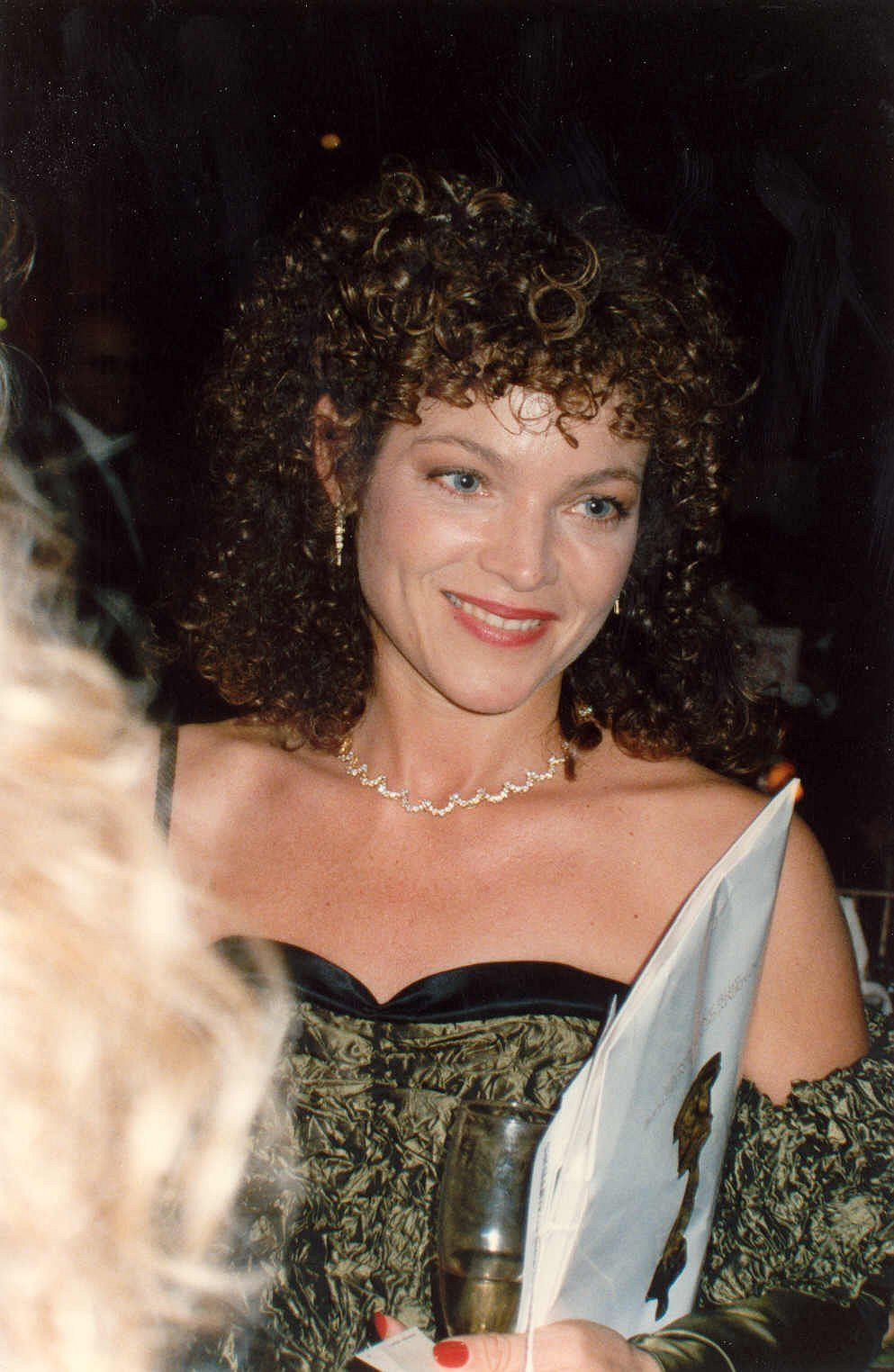
Amy Irving interpreta a Sue Snell en la película de 1976 y 1999'.

Eric, Mark, y se precipitan junto con Mónica a un arsenal en la casa, cogiendo tres arpones y una pistola de bengalas. Corren a seguir a Rachel hasta que finalmente la alcanzan en la piscina cubierta, donde los tres de ellos están listos con sus tres arpones. Rachel manipula las armas contra ellos y logra que los anteojos de Mónica exploten contra sus ojos. Mónica grita en agonía mientras en sus ojos hay fragmentos de vidrios que la dejan ciega. En su pánico, Monica accidentalmente dispara su pistola arpón en la ingle de Eric. Tanto Mónica y Eric, el colapso en el suelo sangran hasta llegar a la muerte. Rachel toma medidas sobre el cuerpo de Eric antes de enviar su arpón volando de sus manos. Esta distracción es la que Mark (el único que sigue en pie) utiliza en su contra. Él usa su pistola de bengalas para dispararle en la cadera y el impacto logra su caída al agua, para lo cual se activa automáticamente la lona que cubre la piscina y los dos quedan dentro. Rachel toma un arpón que había caído en el agua, y lo utiliza para cortar una abertura en la lona. Rápidamente sale y deja a Mark ahogarse. 
Rachel, malherida, se acuesta en el suelo y es de nuevo recibida por su madre, que la consuela al principio, pero solo porque aún se ve a Rachel como a su niña. Cuando de repente ve a Rachel como es, con tatuaje espinoso en su cuerpo, Bárbara le dice a su hija que el diablo se ha hecho cargo de ella y rápidamente deja a Rachel en el suelo. Rachel comienza a orar por la muerte. 
Jesse y Tracy finalmente llegan a la fiesta, horrorizados ante la masacre. Rachel aparece en el balcón encima de ellos, y envía un pedazo de fuego de los desechos abajo, hacia Tracy, matándola. Jesse quiere hablar con Rachel, tratando de convencerla de que no tenía ningún papel en la humillación. Al principio, ella se niega a creer en él, aflojando los tornillos del techo en llamas por encima de él, Jesse se acerca a la terraza con ella. Rachel está convencida de que, finalmente Jesse está diciendo la verdad después de que ella escucha la cinta de vídeo que se repiten al fondo, donde Jesse dice "Te amo" mientras ella está durmiendo. Cuando Rachel se da cuenta de la verdad, el techo cae finalmente, debido a los tornillos sueltos. Rachel se las arregla para sacar a Jesse del camino pero ella se queda atrapada bajo el techo en llamas que aplasta sus piernas y torso, dejándola incapaz de moverse. Con sus últimas fuerzas, se sacrifica enviando a Jesse hacia abajo sobre la lona de la piscina en un intento por sacarlo de la casa y salvarlo. 
Un año más tarde, se revela que Jesse se ocupa del perro de Rachel y continua viviendo su duelo. Recibe una aparición de Rachel, que se arrastra a través de su ventana y lo besa, de repente se rompe en pedazos y Jesse despierta y, dándose cuenta de que es media noche, se queda viendo hacia el espejo, con una apariencia desesperada y esquizofrénica, revelando como quedó traumatizado después de lo sucedido.

## Reparto
- Emily Bergl - Rachel Lang
- Mena Suvari - Lisa Parker
- Jason London - Jesse Ryan
- Dylan Bruno - Mark Bing
- Amy Irving - Sue  Snell
- J. Smith-Cameron - Barbara Lang
- Zachery Ty Bryan - Eric Stark
- John Doe - Boyd
- Gordon Clapp - Padre de Eric
- Rachel Blanchard - Monica Jones
- Charlotte Ayanna - Tracy Campbell
- Justin Urich - Brad Winters
- Eli Craig - Chuck Potter
- Eddie Kaye Thomas - Arnie
- Steven Ford - Walf
- Kayla Campbell - Rachel niña
- Kate Skinner - Emilyn
- Sissy Spacek - Carrie White (metraje de archivo, no acreditada)
- Jordan Lawson - Estudiante
- Jamie Hall - Estudiante

## Doblaje
| Personaje      | Actor/Actriz original | Actor/Actriz de doblaje            | Actor/Actriz de doblaje |
| -------------- | --------------------- | ---------------------------------- | ----------------------- |
| Rachel Lang    | Emily Bergl           | Elsa Covián                        | Ana Pallejà             |
| Jesse Ryan     | Jason London          | Enrique Mederos                    | José Posada             |
| Mark Bing      | Dylan Bruno           | Benjamín Rivera                    | Daniel García           |
| Barbara Lang   | J. Smith-Cameron      | Patricia Bolaños / Loretta Santini | Concha García Valero    |
| Sue Snell      | Amy Irving            | Belinda Martínez                   | Rosa María Hernández    |
| Eric Stark     | Zachery Ty Bryan      | Luis Daniel Ramírez                | Jordi Pons              |
| Boyd           | John Doe              | Arturo Mercado                     | Alfonso Vallés          |
| Tracy Campbell | Charlotte Ayanna      | Irene Jiménez                      | María del Mar Tamarit   |
| Mónica Jones   | Rachel Blanchard      | Circe Luna                         | Elisa Beuter            |
| Lisa Parker    | Mena Suvari           | Alma Wiheleme                      | Marta Barbará           |

## Producción
La razón por la que se despertó repentinamente el interés por retomar Carrie después de muchos años se debió al gran éxito en taquilla de Scream: Vigila quien Llama, la película que resucitó el cine de terror enfocado a los adolescentes que era presente en las taquillas en la década de los 80. La serie de secuelas e imitaciones que surgieron a raíz del gran éxito de esa producción cinematográfica puso así en marcha la película de Carrie 2: La ira por parte de United Artists.
La inspiración para esta secuela estaba sacada de las páginas de sucesos reales. concretamente, de un grupo de jóvenes de un instituto de California. Ellos se hacían llamar The Spur Posse. Este grupo se dedicaba a mantener un sistema de puntuaciones para ver cuántas conquistas sexuales había hecho cada integrante, algo que les puso en serios apuros cuando las autoridades locales descubrieron que entre sus conquistas figuraban menores de edad, con las que practicaban sexo de manera consensuada. Se inspiraron por ese grupo, cuando crearon a los adolescentes malos de Carrie 2: La Ira.

## Recepción
Desde su lanzamiento la película fue recibida con críticas negativas, en Rotten Tomatoes posee el 20% de Comentarios positivos, en el consenso de la critica de la página dice Tan desechable como su antecesor es indispensable, The Rage: Carrie 2 imita el arco de la historia clásica de Stephen King sin agregar nada de valor. Stephen King, autor de la novela de Carrie, dice de la secuela que es "aceptable",  mientras que, según Sensacine, la película es una secuela prescindible de la popular adaptación del libro de Stephen King que se filmó veintitrés años antes.

## Premios
- Premios Saturn (2000): Una Nominación
- Premios Csapnivalo (2000): Mejor película de horror